# Троїцький храм (Боромля)
Троїцький храм — третій храм сотенного містечка Боромля. 

## Загальні історичні відомості
Дата спорудження Троїцького храму невідома. По акту 1689 року згадується священник Іван Андрєєв, за іншими документами — Василь Іванов (1714 - 1717 рр.), та Онисим Ігнетьєв (1721 - 1731 рр.).
У 1775 році, за священника Андрія Бєліцкого, храм був знищений внаслідок пожежі, за виключенням одного приділу, із залишків якого згодом тимчасово збудували та освятили храм.
У 1810 році розпочався збір коштів та матеріалів для будівництва нового мурованого Троїцького храму. У 1818 році відбулася його закладка, і у 1828 році він був майже повністю споруджений. Для облаштувальних робіт були необхідні додаткові кошти у розмірі 2000 руб., які було отримано від комісії духовних училищ.
Остаточно мурована однопрестольна церква в честь Святої Трійці у 1833 році.
На позолоту іконостасу поміщик Іван Влезько витратив 1785 руб. сріблом, а Ганна Семенівна Влезько забезпечила храм різними речами.
При храмі діяла школа грамоти. 
До Троїцького храму була приписана мурована однопрестольна церква на честь Всіх Святих, яка розташовувалась на сучасному Центральному кладовищі села Боромля.
Внаслідок політики другої п'ятирічки Радянського Собзу, у другій половині 30-х років XX століття православна служба була припинена.
У 1933 році церкву розорили, відірвали дзвіницю, дах і залишили від неї тільки коло. Потім суздальки своїми силами поставили у це коло престол, перегородили його, та зробили коридор, дах, стелю. Для служби був запрошений піп з села Ніцаха, Андрій.
За згадками місцевих жителів, одного разу, під час сильного вітру було знесено покрівлю церкви. Але піп забрав її і в Охтирці збудував будинок своєму сину, говорячи людям, що вони зроблять ще одну покрівлю церкви. Після вітру і грабіжницьких дій церкву більше не відбудовували. Попа було покарано — через тиждень він захворів на рак і невдовзі помер.
У період фашистської окупації Троїцька церква відновила богослужіння. У роки Другої світової війни була частково зруйнована, але з часом відновлена на кошти прихожан.
Під тиском органів Радянської влади, у 1970 році служба була припинена. Протягом 1971 - 1972 рр. Троїцька церква була розібрана місцевими жителями для господарських потреб.
| 1730 | 1750 | 1770 | 1790 | 1810 | 1820 | 1830 | 1850 | 1889 |
| ---- | ---- | ---- | ---- | ---- | ---- | ---- | ---- | ---- |
| 385  | 482  | 564  | 592  | 1338 | 1424 | 1378 | 1248 | 2243 |

## Священослужителі
Згідно Довідкової книги Івана Самойловича 1904 року, у храмі служили:
- Олексій Стахавський, 35 років. Священний з 1892 року. Студент семінарії. Займав посаду наглядача за викладанням Закону Божого у школах другого округу, а також законовчителя другокласного земського училища та школи грамоти;
- Петро Ефраст. Церковний староста з 1897 року. Купець другої гільдії.

## Розташування
Троїцький храм був розташовий на місці побудованого у 1973 році центрального меморіалу жителям села, які не повернулися з фронтів «Скорботна мати», у центрі села Боромля, неподалік місця проходження автотраси Суми — Полтава (Н12).

## Сьогодення
Храм не зберігся до нашого часу.